# العديسات (الأقصر)
قرية العديسات هي إحدى القرى التابعة لمركز الطود في محافظة الأقصر في جمهورية مصر العربية. حسب إحصاءات سنة 2006، بلغ إجمالي السكان في العديسات 11935 نسمة، منهم 5943 رجل و5992 امرأة.